# Americus (Kansas)
Americus es una ciudad ubicada en el condado de Lyon en el estado estadounidense de Kansas. En el año 2010 tenía una población de 894 habitantes y una densidad poblacional de 319,29  personas por km².

## Geografía
Americus se encuentra ubicada en las coordenadas 38°30′23″N 96°15′35″O / 38.50639, -96.25972 (38.506448, -96.259598).

## Demografía
Según la Oficina del Censo en 2000 los ingresos medios por hogar en la localidad eran de $35,859 y los ingresos medios por familia eran $43,850. Los hombres tenían unos ingresos medios de $29,545 frente a los $21,705 para las mujeres. La renta per cápita para la localidad era de $14,532. Alrededor del 11.4% de la población estaban por debajo del umbral de pobreza.